# Biologizm
Biologizm – stanowisko filozoficzne rozpatrujące ogół zagadnień filozoficznych, zwłaszcza dotyczących indywidualnych i społecznych zachowań ludzi, z punktu widzenia biologii. Głównymi reprezentantami biologizmu byli uczeni ewolucjoniści Charles Darwin oraz Herbert Spencer. Ponadto kierunek ten występuje u filozofów życia (np. Henri Bergson) i w etyce (Fryderyk Nietzsche). 
Pokrewnym kierunkiem filozoficznym dla biologizmu jest organicyzm, który zakłada że społeczeństwo funkcjonuje i rozwija się jak żywy organizm. Oddziaływanie biologizmu można odnaleźć w behawioryzmie, kierunku w psychologii zakładającym, że ludzie podobnie jak wszystkie inne zwierzęta działają według stosunkowo prostych zasad opierających się na stałych, odruchowych lub wyuczonych reakcjach na bodźce.
Zaczątki biologizmu można odnaleźć już u Arystotelesa, jednak stanowisko to pojawiło się na dobre w myśli filozoficznej i refleksji naukowej dopiero w XIX wieku wraz z opublikowaniem teorii ewolucji przez Charlesa Darwina. Duże znaczenie w upowszechnieniu tego kierunku miał socjolog i filozof Herbert Spencer.
Termin został utworzony na przełomie XIX i XX w. przez Heinricha Rickerta.